# Joachim Puchner

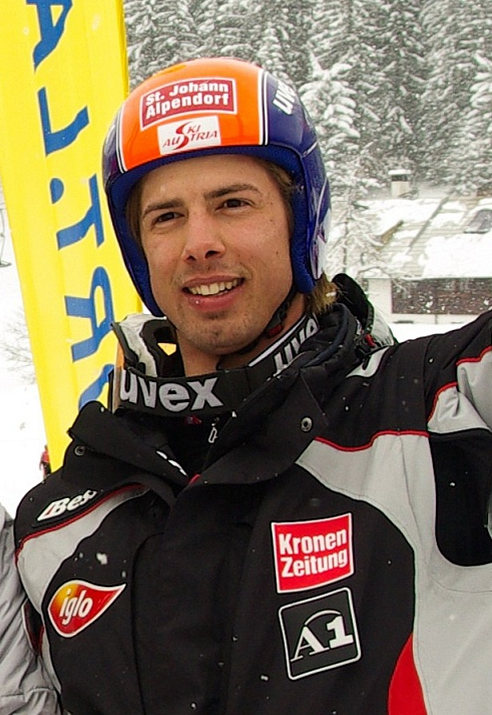
Imagen del esquiador Joachim Puchner.

Joachim Puchner (Vöcklabruck, 25 de septiembre de 1987) es un esquiador que tiene 3 podiums en la Copa del Mundo de Esquí Alpino.

## Resultados

### Campeonatos Mundiales
- 2011 en Garmisch-Partenkirchen, Alemania
  - Combinada: 12.º

### Copa del Mundo

#### Clasificación general Copa del Mundo
- 2009-2010: 88.º
- 2010-2011: 29.º
- 2011-2012: 21.º
- 2012-2013: 24.º
- 2013-2014: 57.º
- 2014-2015: 90.º

#### Clasificación por disciplinas (Top-10)
- 2012-2013:
  - Super Gigante: 8.º